# العلاقات الإثيوبية الناميبية
العلاقات الإثيوبية الناميبية هي العلاقات الثنائية التي تجمع بين إثيوبيا وناميبيا.

## مقارنة بين البلدين
هذه مقارنة عامة ومرجعية للدولتين:
| وجه المقارنة                                              | إثيوبيا                        | ناميبيا      |
| --------------------------------------------------------- | ------------------------------ | ------------ |
| المساحة (كم2)                                             | 1.10 مليون                     | 825.62 ألف   |
| عدد السكان (نسمة)                                         | 104.96 مليون                   | 2.53 مليون   |
| الكثافة السكانية (ن./كم²)                                 | 95.42                          | 3.06         |
| العاصمة                                                   | أديس أبابا                     | ويندهوك      |
| اللغة الرسمية                                             | اللغة الأمهرية                 | لغة إنجليزية |
| العملة                                                    | بير إثيوبي                     | دولار ناميبي |
| الناتج المحلي الإجمالي (بليون دولار)                      | 80.56 مليار                    | 13.24 مليار  |
| الناتج المحلي الإجمالي (تعادل القوة الشرائية) بليون دولار | 161.90 مليار                   | 25.60 مليار  |
| الناتج المحلي الإجمالي الاسمي للفرد دولار أمريكي          | 619                            | 4.67 ألف     |
| الناتج المحلي الإجمالي للفرد دولار أمريكي                 | 1.50 ألف                       | 9.96 ألف     |
| مؤشر التنمية البشرية                                      | 0.442                          | 0.628        |
| رمز المكالمات الدولي                                      | +251                           | +264         |
| رمز الإنترنت                                              | .et                            | .na          |
| المنطقة الزمنية                                           | ت ع م+03:00، توقيت شرق أفريقيا | ت ع م+02:00  |

## منظمات دولية مشتركة
يشترك البلدان في عضوية مجموعة من المنظمات الدولية، منها:
| علم المنظمة | اسم المنظمة                                                | تاريخ انضمام إثيوبيا | تاريخ انضمام ناميبيا |
| ----------- | ---------------------------------------------------------- | -------------------- | -------------------- |
|             | الاتحاد البريدي العالمي                                    | ?                    | ?                    |
|             | منظمة حظر الأسلحة الكيميائية                               | ?                    | ?                    |
|             | الأمم المتحدة                                              | 13 نوفمبر 1945       | 23 أبريل 1990        |
|             | الاتحاد الأفريقي                                           | ?                    | ?                    |
|             | وكالة ضمان الاستثمار متعدد الأطراف                         | 13 أغسطس 1991        | 25 سبتمبر 1990       |
|             | منظمة الشرطة الجنائية الدولية                              | ?                    | ?                    |
|             | مؤسسة التمويل الدولية                                      | 20 يوليو 1956        | 25 سبتمبر 1990       |
|             | مجموعة دول أفريقيا والكاريبي والمحيط الهادئ                | ?                    | ?                    |
|             | البنك الدولي للإنشاء والتعمير                              | 27 ديسمبر 1945       | 25 سبتمبر 1990       |
|             | الاتحاد الدولي للاتصالات                                   | 20 فبراير 1932       | 25 يناير 1984        |
|             | البنك الإفريقي للتنمية                                     | ?                    | ?                    |
|             | العملية المشتركة للاتحاد الأفريقي والأمم المتحدة في دارفور | ?                    | ?                    |
|             | يونسكو                                                     | 1 يوليو 1955         | 2 نوفمبر 1978        |

## وصلات خارجية
- موقع وزارة الخارجية الإثيوبية